# Soinsee (Bayrischzell)
Der Soinsee ist ein Bergsee im Mangfallgebirge. Er liegt in der Gemeinde Bayrischzell und ist Eigentum des Freistaats Bayern. Mit einer Fläche von 4,97 Hektar ist er der kleinste See, für den die Bayerische Verwaltung der staatlichen Schlösser, Gärten und Seen zuständig ist.
Der bis zu 12 Meter tiefe See liegt rund fünf Kilometer Luftlinie südwestlich von Bayrischzell auf einer Höhe von 1458 m ü. NN. Lediglich von Norden her ist der See über eine für den normalen Verkehr gesperrte Forststraße zu erreichen, ansonsten gibt es nur Wanderwege in diese abgelegene Bergregion.
Geologisch wurde der See durch einen von Gletschereis geformten Hochkessel geschaffen. Er hat keine erkennbaren Zuflüsse. Der Soingraben taucht erst 780 m östlich des Sees bei der Soin-Alm auf. Etwa fünf Monate im Jahr ist der See zugefroren.
Östlich oberhalb des Sees liegt die Ruchenkopfhütte, welche einen schönen Blick zu den westlich hinter dem See aufragenden Ruchenköpfen erlaubt. Hinter diesen ist noch die Rotwand erkennbar, welche eine natürliche Barriere zum weiter westlich gelegenen Spitzingsee darstellt.
Nordöstlich unterhalb des Sees befindet sich die bewirtete Schellenbergalm.

## Bildergalerie

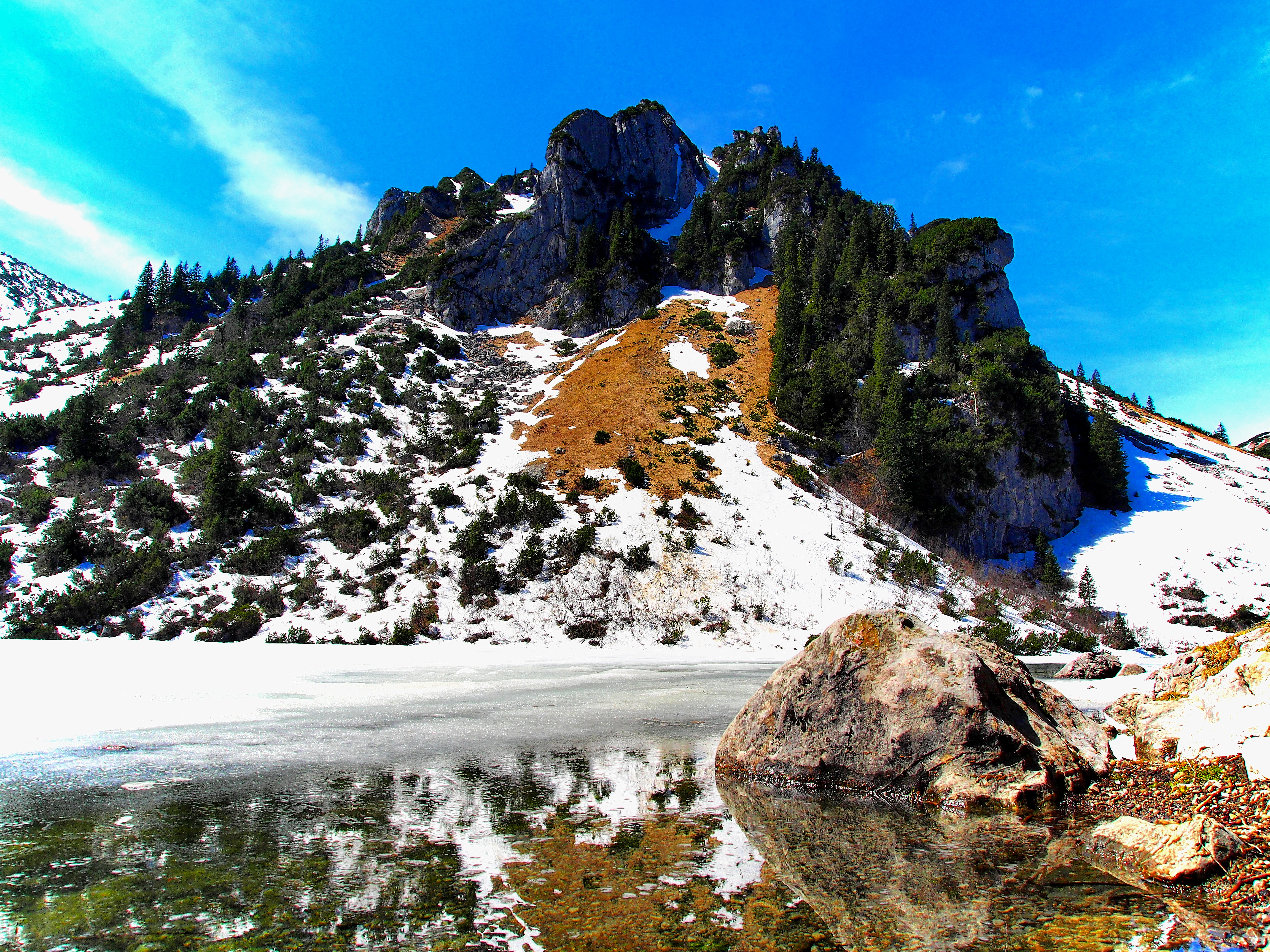
Soinsee mit Ruchenköpfen im Frühling
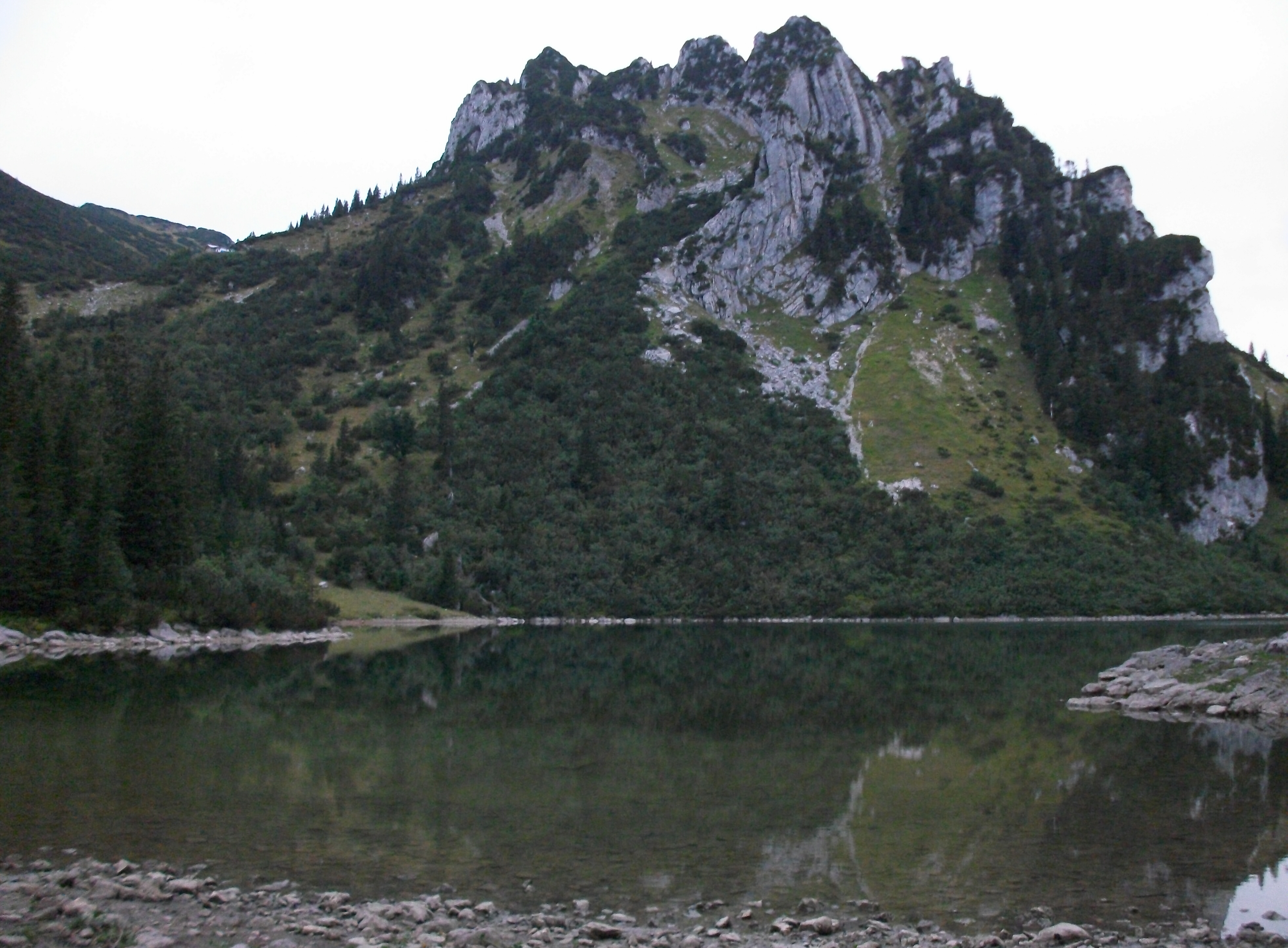
Soinsee mit Ruchenköpfen von Osten
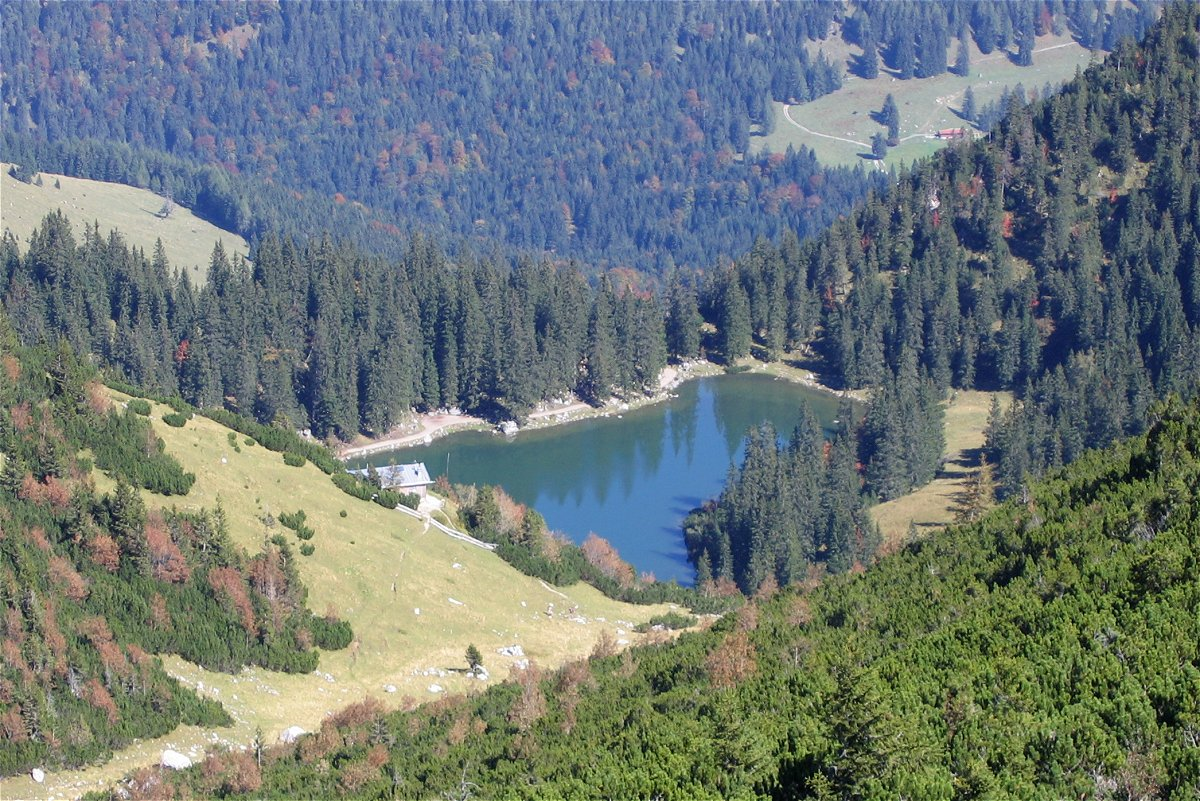
Soinsee vom Auerspitz gesehen
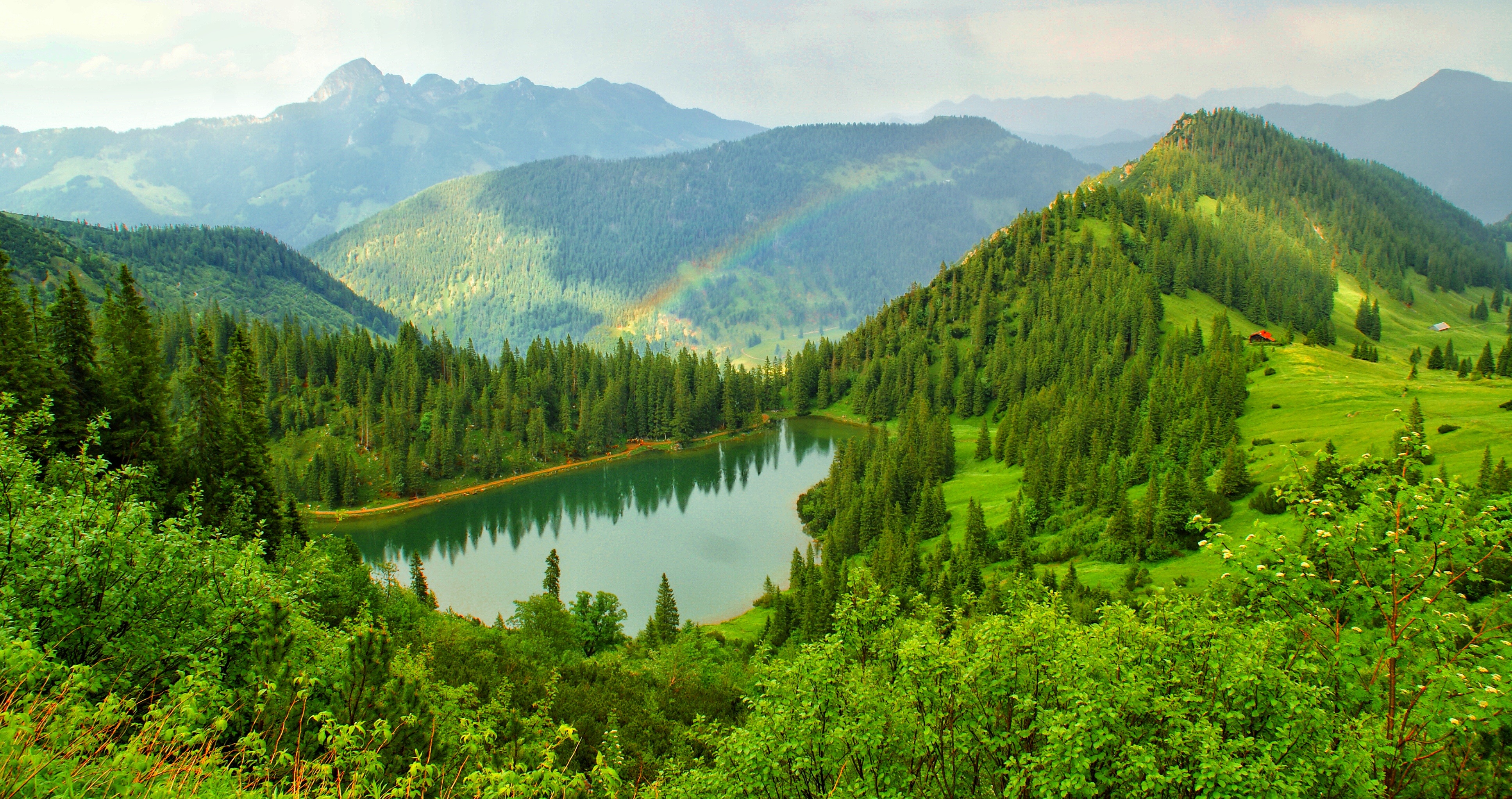
Soinsee vom Auerspitz gesehen
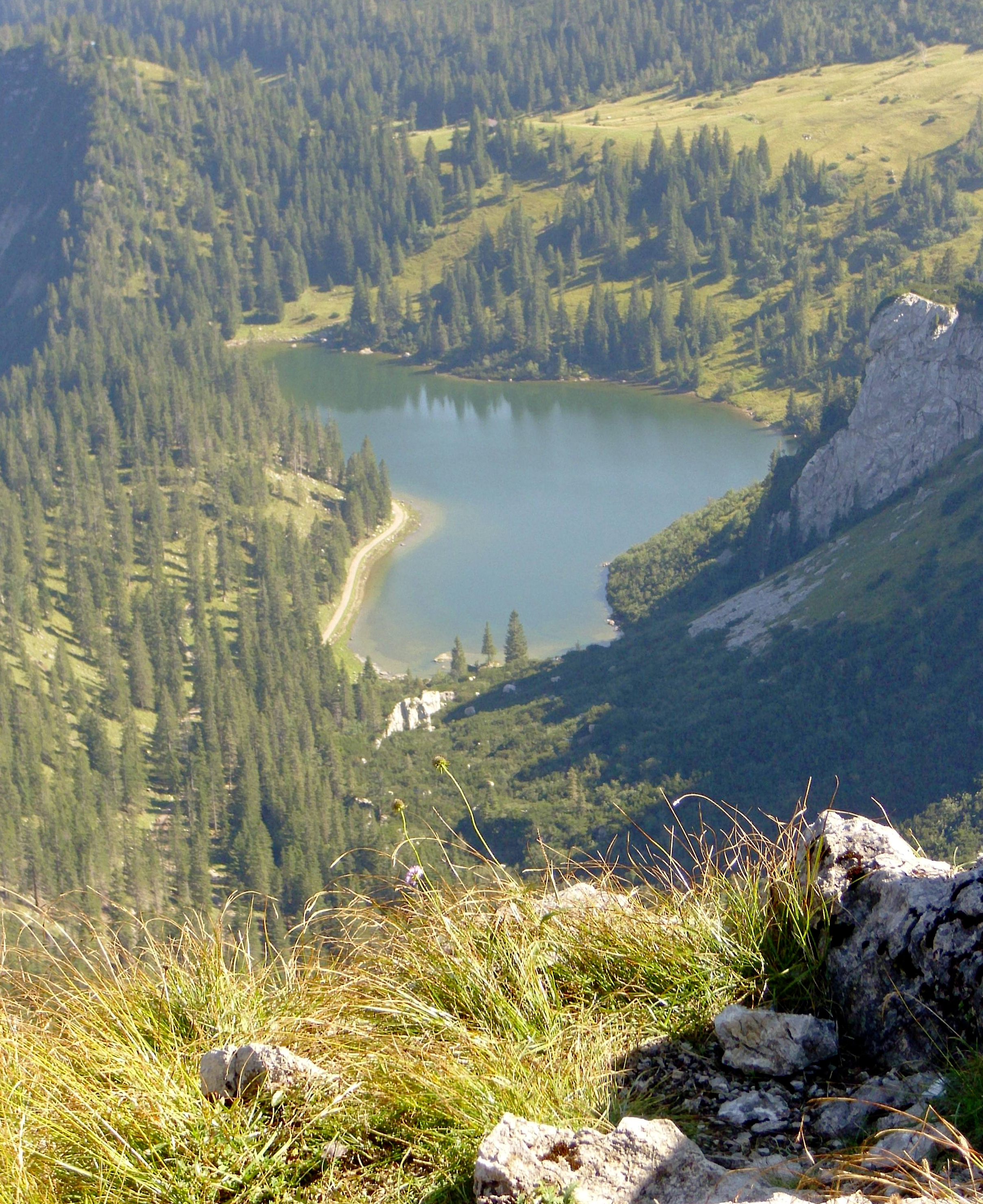
Soinsee mit Blick vom Hochmiesing